# Bourget-en-Huile
Bourget-en-Huile este o comună în departamentul Savoie din sud-estul Franței. În 2009 avea o populație de 143 de locuitori.

## Evoluția populației
| An        | 1975 | 1982 | 1990 | 1999 | 2006 | 2009 |
| --------- | ---- | ---- | ---- | ---- | ---- | ---- |
| Populație | 96   | 99   | 81   | 125  | 127  | 143  |